# Гордієвський (Троїцький район)
Горді́євський (рос. Гордеевский) — селище у складі Троїцького району Алтайського краю, Росія. Адміністративний центр Гордієвської сільської ради.

## Населення
Населення — 1333 особи (2010; 1492 у 2002).
Національний склад (станом на 2002 рік):
- росіяни — 92 %